# Église Saints-Boris-et-Gleb de Borissoglebski
Pour les articles homonymes, voir Église Saints-Boris-et-Gleb.
Cette église Saints-Boris-et-Gleb de Borissoglebski (en russe : Церковь Бориса и Глеба, Tserskov Borissa i Gleba ) est une église orthodoxe construite en pierre, située dans le village de Borissoglebski, en Russie européenne. L'édifice est classé dans la liste de l'héritage patrimonial de la Russie d'importance régionale depuis 1968.

## Géographie
L'église Saints-Boris-et-Gleb de Borissoglebski est située dans le village de Borissoglebski, dans le raïon de Petchenga, dans l'oblast de Mourmansk en Laponie russe. Il se trouve sur la rive gauche de la rivière Pasvik dans le village.

## Histoire
Le premier édifice a été construit vers 1536 sous l'impulsion du moine Tryphon de la Petchenga, et a été consacré le 24 juin 1565 par le curé Hilarion.
En 1871, le grand-duc Alexis Alexandrovitch de Russie visita ces lieux et estima qu'un nouvel édifice plus grand était nécessaire, et le 23 août 1874, le nouvel édifice a été consacré.
Au début des années 1960, dans le cadre d'une construction d'un pont sur le fleuve Pasvik pour une route vers la Norvège, le village de Borissoglebski est né autour de l'édifice.

## Patrimonialité
L'édifice est classé dans la liste de l'héritage patrimonial de la Russie d'importance régionale sous le no 511510196840005.